# FK Zorja Luhanszk
A Zorja Luhanszk, vagy röviden Zorja (ukránul: Футбольний клуб Зоря Луганськ, magyar átírásban: Futbolnij klub Zorja Luhanszk, orosz nevén: Zarja Luganszk) egy ukrán labdarúgócsapat Luhanszkban, Ukrajnában. Jelenleg az ukrán élvonalban szerepel.
Az 1970-es évek kiváló szovjet csapata 1972-ben megnyerte a szovjet bajnokságot, 1974-ben és 1975-ben bejutott a szovjet kupa döntőjébe.
A Zorja (oroszul: Заря [Zarja]) magyarul szürkületet jelent.
A kelet-ukrajnaiu háború miatt 2014-től a csapat a zaporizzsjai Szlavutics Arénában játssza a meccseit.

## Korábbi nevei
- 1923–1936: Metalliszt (Luganszk)
- 1936–1948: Dzerzsinyec (Luhanszk)
- 1948–1964: Trudovije rezervi (Vorosilovgrád)
- 1964–1991: Zarja (Vorosilovgrád)
- 1992–1996: Zorja-MALSZ (Luhanszk)

1996 óta jelenlegi nevén szerepel.

## Története

### A csapatalapítás évei (1908–1923)
A Zorja labdarúgócsapatának kialakulása egészen 1908-ig vezethető vissza, mikor a luganszki vasút munkásaiból verbuvált csapat megtartotta első nyilvános edzését. 1911-ben már más városok csapataival is összemérte erejét, majd 1913-tól a Donyecki-medence labdarúgó-bajnokságában szerepelt.
Az 1917-es októberi orosz forradalmat követően a labdarúgóélet újjáéledt a városban. Gaszlo név alatt 1920-ban új csapat alakult, Lenin személyes indíttatására pedig stadiont kezdtek építeni, melyet 1922-ben adtak át. A luganszki vasúti munkások 1923-ban alapítottak csapatot Metalliszt néven, mely főként a Gaszlo játékosbázisára épült. 1924-ben nevezett a régió bajnokságára, és lejátszotta első hivatalos labdarúgó-mérkőzéseit is.

### Az első mérkőzések és az első sikerek (1923–1962)
1926-ban az Ukrán Nemzeti Tanács németországi utat szervezett a Donyec-vidéki bányász-labdarúgók számára, amelyen több Metalliszt-játékos is részt vett. A kiutazott munkacsoport 8 mérkőzést játszott, ezeken négy győzelem, két döntetlen és két vereség született.
A Metalliszt első hivatalos nemzetközi mérkőzésére 1927-ben került sor Ausztriában, ahol többnyire az osztrák „B” válogatott tagjaira épülő gárdát győzték le a lelkes acélgyári munkáscsapat játékosai.
1930-ban indult az első luganszki városi labdarúgó-bajnokság, melyet 1932-ben a Metalliszt nyert meg. A dinamikusan fejlődő csapat rendre az élmezőny helyeit ostromolta, 1935-ben pedig újfent megnyerte azt. 1936-tól az Ukrán SZSZK labdarúgó-bajnokságában versengett, melyet 1938-ban Dzerzsinyec néven nyert meg, így jogot szerzett arra, hogy a szovjet bajnokságban indulhasson. 1939-ben a 16 csapatos szovjet másodosztályban debütált, ahol az utolsó helyen végzett, így kiesett. 1949-ben jutott fel újra, azonban újra csak a tabella 15., kiesést jelentő helyén végzett.

### Út a szovjet bajnoki címhez (1962–1972), és a BEK-mérkőzések
1962-ben Trudovije rezervi (munkaerő-tartalékosok) néven nyerte meg az Ukrán SZSZK bajnokságát. 1964-ben váltott Zarja névre, majd 1968-ban a Gorjanszkij vezette mozdonygyári csapat a szovjet élvonalba jutott. Mint egy megállíthatatlan gőzmozdony, úgy száguldott a vorosilovgrádi csapat egyre feljebb a ranglétrán, majd 1972-ben a Dinamo Kijev előtt megnyerte a szovjet labdarúgó-bajnokságot. A csapat tagjai a következők voltak: Tkacsenko, Forkas, Kuznyecov, Szemenov, Zsuravljev, Maligyin, Jeliszejev, Pincsuk, Onyiscsenko, Sztarkov, Morozov, Abramov, Kukszov, a játékosokat pedig Zonyin edző irányította.
A népszerű BEK-sorozat 1973–1974-es kiírásában indult, ahol az 1. fordulóban kettős győzelemmel múlta felül a ciprusi bajnok APÓEL-t. Annak ellenére, hogy a második körben a csehszlovák Spartak TAZ Trnava otthonában 0–0-s döntetlent ért el, búcsúzni kényszerült: hazai pályán már-már megalázó 1–0-s vereséget szenvedett közép-európai riválisával szemben.

### Az elvesztett kupadöntők és a visszaesés évei (1974–1991)
A Zarja 1974-ben a szovjet élvonalbeli tagságot csak jobb gólkülönbségének köszönhetően tartotta meg. A kazah Kajrat és a fővárosi CSZKA Moszkva csatáját végül a kazahok bukták el, a kiesésről mindössze 1 gól döntött az ukrán csapat javára. A Zarja-játékosok a gyatra bajnoki szereplést kupagyőzelemmel kívánták ellensúlyozni, azonban a kijevi Dinamo a két évvel korábbi trónfosztásért revansot vett, és hosszabbításos kupadöntőn 3–0-s arányban győzte le ellenfelét. Az 1975-ben már a bajnoki középmezőny helyeit ostromló Zarja a kupában ismét a döntőig menetelt, ahol az örmény Ararat állta útját.
A sikertelenség a következő idény bajnoki szereplésén is meglátszott, a vorosilovgrádi alakulat előbb a 16., majd a 12. helyen zárt, a kupában csak a legjobb 8 közé jutott.
A hanyatlás évei 1979-ben kezdődtek, mikor a Zarja kiesett az élvonalból. A másodosztályban történő megkapaszkodás is rögös volt, az egykori szovjet bajnokcsapat játékának nyoma sem maradt, rendre a középmezőny helyein zárt. 1982-ben még felcsillant a remény, hogy egy új, kiváló korszak csapatát sikerül majd kiépíteni, azonban ez hamar szertefoszlott, és a Zarja 1984-ben kiesett a másodosztályból is.
A zuhanórepülést erejét alig sikerült csitítani, a csapat előbb a 6., majd a 13. helyen végzett a harmadik vonalban. A klubvezetés erősítésekbe kezdett, melynek eredménye előbb az újabb Ukrán SZSZK-bajnoki cím lett, majd harmadosztályú bajnoki cím lett. Két szezon erejéig a másodosztályban szerepelt, ahonnan utolsó helyen esett vissza a harmadvonalba. Az első független ukrán labdarúgó-bajnokság elindításáig itt szerepelt.

### Ukrán labdarúgó-bajnokságokban
Az első független ukrán labdarúgó-bajnokság élvonalába nyert besorolást, majd a főként a tabella hátsó helyeit ostromló Zorja 1996-ban utolsó helyen búcsúzott el a legjobb ukrán csapatoktól. Nyolc évnyi távolléte alatt visszaesett a harmadosztályba is, az élvonalbeli küzdelmekbe 2006-os másodosztályú bajnoki címét követően kapcsolódhatott be.

## Sikerei
Szovjetunió
- Bajnok

1 alkalommal (1972)
- Kupadöntős

2 alkalommal (1974, 1975)

## Eredmények

### Európaikupa-szereplés

#### Összesítve
| Kupa                         | J | GY | D | V | LG–RG |
| ---------------------------- | - | -- | - | - | ----- |
| Bajnokcsapatok Európa-kupája | 2 | 2  | 1 | 1 | 3–1   |
| Összesítve                   | 2 | 2  | 1 | 1 | 3–1   |

#### Szezonális bontásban
| Idény     | Kupa                         | Forduló    | Klub               | 1. mérk. | 2. mérk. |
| --------- | ---------------------------- | ---------- | ------------------ | -------- | -------- |
| 1973–1974 | Bajnokcsapatok Európa-kupája | 1. forduló | APÓEL              | 2–0      | 1–0      |
| 1973–1974 | Bajnokcsapatok Európa-kupája | 2. forduló | Spartak TAZ Trnava | 0–0      | 0–1      |

Megjegyzés: Az eredmények minden esetben a Zorja Luhanszk szemszögéből értendőek, a félkövéren jelölt mérkőzéseket pályaválasztóként játszotta.